# Nikola Šop
Nikola Šop  (Jajca, 1904. augusztus 19. – Zágráb, 1982. január 2.) jugoszláv költő. Jajcán született boszniai horvát családban. 1931-ben szerzett diplomát a Belgrádi Egyetem filozófiai karán, összehasonlító irodalom szakon. 1970-ben életművéért Vladimir Nazor-díjat kapott.

## Művészete
Munkássága elsősorban a magányos belső teret, a „fényes magány” megszentelt körét világítja meg, amelyben elképzelt költői világát éli meg, jobban, mint magát a vallásosságot, amely verseiből spontán módon természetes lelki- és tudatállapotként sugárzik. Šop modern keresztény, aki emberségével legyőzi a dogmákat.
Olyan vallásos költészetet alkotott, amelyben Jézus Krisztust egy hétköznapi, átlagos emberként mutatja be, aki az isteni és az emberi természet közé szorult, aki a világban bolyong és csodálja környezetét, ugyanakkor megbotránkoztatja a környező gonoszság és romlottság. A Megváltót egy vele egyenrangú baráthoz hasonlítja, aki megosztja vele a jót és a rosszat. Teljes emberként mutatja be, aki lemond az isteni hatalomról, hogy saját alázatával és kedvességével meglágyítsa és megnemesítse az emberi szíveket.
Janus Pannonius fordítója és egy Horatiusról szóló könyv szerzője.
Az 1950-es és 1960-as években az űrrepülések és az űr ember általi meghódítása vált költészetének tárgyává.

## Művei
- Pjesme siromašnog sina (1926)
- Isus i moja sjena (1934)
- Od ranih do kasnih pijetlova (1939)
- Za kasnim stolom (1943)
- Tajanstvena prela (1943)
- Kućice u svemiru (1957)
- Astralije (1961)

## Fordítás
- Ez a szócikk részben vagy egészben  a   Nikola Šop című angol Wikipédia-szócikk ezen változatának fordításán alapul.  Az eredeti cikk szerkesztőit annak laptörténete sorolja fel. Ez a jelzés csupán a megfogalmazás eredetét és a szerzői jogokat jelzi, nem szolgál a cikkben szereplő információk forrásmegjelöléseként.